# Silent Hill (серія ігор)
Silent Hill (яп. サイレント ヒル сайренто хіру; укр. Сайлент-Гілл) — серія відеоігор в жанрі survival horror розроблена і видана Konami, та її дочірньою компанією Konami Digital Entertainment.
Перші чотири відеоігри в серії, Silent Hill, 2, 3 і 4: The Room, були розроблені внутрішньою групою під назвою Team Silent, співробітники з колишньої філії Konami Computer Entertainment Tokyo. Наступні шість ігор, Origins, Homecoming, Shattered Memories, Downpour, Book of Memories і P.T. (Демо Silent Hills), були розроблені іншими не пов'язаними групами. Всесвіт Silent Hill розширився, включивши в себе різноманітні друковані твори, два художні фільми та відеоігри спін-офи. Усього було продано понад 7 мільйонів копій ігор у всьому світі.
Дія більшості ігор серії відбувається у вигаданому місті Сайлент-Гілл. Ігри серії створювалися під сильним впливом літератури жахів, зокрема, жанру психологічного хоррору. Серед більш ранніх представників жанру survival horror вони виділяються яскравими багатоплановими сюжетами та похмурою, лячною атмосферою; персонажі серії Silent Hill — не герої бойовиків, а рядові обивателі.

## Основна серія
| 1999 | Silent Hill                     |
| 2000 |                                 |
| 2001 | Silent Hill: Play Novel         |
| 2001 | Silent Hill 2                   |
| 2002 |                                 |
| 2003 | Silent Hill 3                   |
| 2004 | Silent Hill 4: The Room         |
| 2005 |                                 |
| 2006 | Silent Hill Mobile              |
| 2007 | Silent Hill: The Arcade         |
| 2007 | Silent Hill: Origins            |
| 2007 | Silent Hill: Orphan             |
| 2007 | Silent Hill: The Escape         |
| 2008 | Silent Hill: Orphan 2           |
| 2008 | Silent Hill: Homecoming         |
| 2009 | Silent Hill: Shattered Memories |
| 2010 | Silent Hill: Orphan 3           |
| 2011 |                                 |
| 2012 | Silent Hill: Downpour           |
| 2012 | Silent Hill HD Collection       |
| 2012 | Silent Hill: Book of Memories   |
| 2013 |                                 |
| 2014 | P.T.                            |
| 2015 |                                 |
| 2016 |                                 |
| 2017 |                                 |
| 2018 |                                 |
| 2019 |                                 |
| 2020 |                                 |
| 2021 |                                 |
| 2022 |                                 |
| 2023 |                                 |
| 2024 | Silent Hill: The Short Message  |
| 2024 | Silent Hill 2 (ремейк)          |
| 2025 | Silent Hill f                   |
| TBA  | Silent Hill: Townfall           |
| TBA  | Silent Hill (ремейк)            |

Silent Hill
- Платформа: PlayStation
- Рік виходу: 1999

На прохання своєї дочки Шеріл письменник Гаррі Мейсон попрямував на відпочинок у курортне містечко «Сайлент Хілл». Але на під'їзді до міста їх автомобіль потрапив у аварію. Коли Гаррі прокинувся, дочки поруч не було.
Перша частина гри свого часу справила велике враження на ігрову громадськість, одночасно показавши ігровому світу survival horror з новим підходом до жаху, зробивши гру цього жанру тривимірною (відомий у той час Resident Evil відрізняється відсутністю тривимірного оточення) та забезпечивши безліччю вражаючих елементів.
Silent Hill 2
- Платформи: PlayStation 2, Xbox, PC
- Рік виходу: 2001

Друга частина серії. Джеймс Сандерленд, головний герой гри, ось уже три роки як не може оговтатися від смерті дружини. Його дружина, Мері, померла від рідкісної та невиліковної хвороби. Але якось Джеймс отримує листа, що підписаний ім'ям покійної дружини. Вона пише, що чекає його в їх «особливому» місці в містечку Silent Hill, де вони колись проводили чимало часу. Лист викликає сум'яття і біль у Джеймса, він не може повірити, що його дружина жива. Щоб у всьому розібратися, він вирушає в «Сайлент Гілл».
Silent Hill 3
- Платформи: PlayStation 2, PC
- Рік виходу: 2003

Життя сімнадцятирічної дівчини Гізер руйнується в одну мить. Щойно вона спокійно обідала в забігайлівці торгового центру, і ось навколо нависла темрява, в якій ховаються сонми чудовиськ, а ті рідкісні люди, яких вона зустрічає, не палають бажанням їй допомогти…
Silent Hill 4: The Room
- Платформи: Xbox, PlayStation 2, PC
- Рік виходу: 2004

Четверта частина серії похмурих екшен/адвенчур. Гра оповідає про Генрі Тауншенда, який бачить сни, що здаються йому дійсністю. Через деякий час він виявляє, що є замкненим у своїй квартирі: двері завішені ланцюгами, телефон не працює, вікна розбити неможливо, годинник зупинився, а телевізор показує лише перешкоди. Через дивну дірку у ванній він вирушає в небезпечну подорож паралельними світами.
Silent Hill: Origins
- Платформи: PlayStation Portable, PlayStation 2
- Рік виходу: 2007

Головний герой Тревіс Грейді (Travis Grady) — водій вантажівки з тяжким минулим. Проїжджаючи через «Сайлент Гілл» Тревіс стає свідком жахливої пожежі та виносить обгоріле тіло маленької дівчинки з охопленого вогнем будинку, при цьому втрачаючи свідомість. Тревіс приходить до тями, лежачи на лаві посеред «Сайлент Гілла». Намагаючись розібратися в тому, що відбувається навколо, він виявляється залучений до чиєїсь жахливої гри, де на кону — його життя.
Гра є передісторією першої Silent Hill, отже і всієї серії ігор. Гра розроблена студією Climax Studios.
Silent Hill: Homecoming
- Платформи: Xbox 360, PlayStation 3, PC
- Рік виходу: 2008

Silent Hill: Homecoming — шоста частина серії відеоігор Silent Hill, розроблена компанією Double Helix Games.
Протагоніст гри Алекс Шеферд (Alex Shepherd), учасник війни, повертається до рідного міста Шепердс-Глен (Shepherd's Glen), щоб відшукати зниклого молодшого брата. Удома Алекс знаходить матір, яка впала у кататонію. Пошуки родичів заводять головного героя в місто «Сайлент Гілл». Крок за кроком герой наближається до шокуючої розв'язки, де розкривається правда.
Silent Hill: Shattered Memories
- Платформи: Nintendo Wii, PlayStation Portable, PlayStation 2
- Рік виходу: 2010

Це «повне переосмислення» першої частини Silent Hill. Протагоністом як і раніше є Гаррі Мейсон, який шукає свою дочку, але все інше є зміненим повністю. Основним «помічником» у грі є мобільний телефон, який можна використовувати для дзвінків, фотографій, записок та іншого. Гра розроблена студією Climax Studios.
Silent Hill: Downpour
- Платформи: PlayStation 3, Xbox 360
- Рік виходу: 2012

Головного героя гри, Мерфі Пендлтона, ув'язненого, на автобусі перевозять із однієї в'язниці до іншої. Дорогою автобус зазнає аварії, у результаті якої Мерфі потрапляє в місто Сайлент-Гілл. Гра розроблена студією Vatra Games.
Silent Hill 2
- Платформи: PlayStation 5, Microsoft Windows
- Рік виходу: 2024

Ремейк однойменної гри 2001 року від студії Bloober Team та видавця Konami. Сюжет розповідає про Джеймса Сандерленда, який отримує листа від своєї загиблої дружини з проханням приїхати до міста Сайлент-Гілл, де вона чекає на нього. Розробка проєкту розпочалася у 2019—2020 році після того, як Konami схвалила концепцію Bloober Team стосовно римейку. До роботи над грою залучили декількох розробників оригінальної гри, включно із композитором Акірою Ямаокою. Гра розроблялася на рушії Unreal Engine 5.

## Майбутні ігри серії
Silent Hill f
- Платформи: PlayStation 5, Xbox Series, Microsoft Windows
- Рік виходу: 2025

У жовтні 2022 року анонсували нову частину основної серії під назвою Silent Hill f. Розробкою займається студія NeoBards Entertainment спільно з дизайнером персонажів «kera» та продюсером Мотоі Окамото. Події гри відбуваються в Японії у період Сьова, а сценарій написав письменник Ryukishi07, який відомий за серією візуальних романів «Коли вони плачуть».
Silent Hill: Townfall
- Платформи: TBA
- Рік виходу: TBA

Спіноф анонсували у жовтні 2022 року, а розробниками виступає студія Screen Burn. Видаватиме гру компанія Annapurna Interactive.
Silent Hill
- Платформи: TBA
- Рік виходу: TBA

Ремейк однойменної гри 1999 року від студії Bloober Team, який анонсували у червні 2025 року на презентації ігор Konami.

## Інші ігри серії
Silent Hill: Play Novel
- Платформа: Game Boy Advance
- Рік виходу: 2001

Гра є текстовим квестом, що повторює події першої частини гри і дає гравцю ширший огляд того, що відбувалося в грі. Гра провалилася в пробному прокаті в Японії і її не перекладали англійською.
Silent Hill: The Arcade
- Платформа: Ігрові автомати
- Рік виходу: 2007

Silent Hill HD Collection
- Платформи: PS3, Xbox 360
- Рік виходу: 2012

Перевидання Silent Hill 2 та Silent Hill 3 з поліпшеною графікою.
Silent Hill: Book of Memories
- Платформа: PlayStation Vita
- Рік виходу: 2012

Головному герою приходить поштою дивна книга. Незабаром він виявляє, що вона здатна змінювати сьогодення і навіть минуле. І щоб побудувати собі ідеальне життя, головний герой вирушає в небезпечну пригоду. Вперше в серії, гравець може самостійно створити ім'я, стать і зовнішність свого персонажа.
P.T.
- Платформа: PS4
- Рік виходу: 2014

Демо-версія для скасованої гри Silent Hills, була випущена у PlayStation Store безкоштовно.
Silent Hill: The Short Message
- Платформи: PlayStation 5
- Рік виходу: 2024

Гра серії, яку не було анонсовано на презентації Konami у жовтні 2022 року, але вона отримала рейтинг в таких країнах Азії, як Корея та Республіка Китай та розроблялася для PS5. Гра має вигляд від першої особи, а за сюжетом дівчина на ім'я Аніта розшукує свою подругу Майю. Офіційний анонс відбувся 1 лютого 2024 року на презентації Sony, того ж дня гра була випущена безкоштовно.

## Мобільні ігри
Silent Hill Mobile
- Платформа: Мобільні телефони з підтримкою J2ME
- Рік виходу: 2006

Silent Hill DX — це той же Play Novel, тільки з покроковою бойовою системою та доступний лише в Японії.
Silent Hill Orphan
- Платформа: Мобільні телефони з підтримкою Java
- Рік виходу: 2007

Гра являє собою квест від першої особи на мобільному телефоні. Сюжет обертається навколо сестри Алесси — Карен, яка тридцять років тому жила в притулку «Сайлент Гілла».
Розповідь у грі ведеться від імені трьох персонажів (Бен, Мун, Карен), які були у притулку під час нічної різанини та залишилися живими.
Місце дії всієї гри — притулок «Сайлент Гіллу», куди всі персонажі потрапили випадково.
Silent Hill: The Escape
- Платформи: FOMA, iOS
- Рік виходу: 2007

Silent Hill Orphan 2
- Платформа: Мобільні телефони з підтримкою Java
- Рік виходу: 2008

Silent Hill Orphan 3
- Платформа: Мобільні телефони з підтримкою Java
- Рік виходу: 2010

## Скасовані ігри
Гра для Nintendo DS
WayForward Technologies, розробники Silent Hill: Book of Memories, працювали над грою серії для Nintendo DS у 2006 році. Був розроблений прототип на одну кімнату, в якому використовувались ассети (Assets) та головні персонажі з Silent Hill 2, перш ніж гра була скасована.
Студія Renegade Kid хотіла видати свою гру для Nintendo DS — Dementium: The Ward, як спін-оф серії Silent Hill. Вона була відхилена Konami з різних причин, одна з яких — небажання довіряти невеликій компанії ліцензію на Silent Hill. Renegade Kid пізніше запропонувала модифіковану версію Dementium II, яка також була відхилена. Konami заявила, що не планувала випускати горрор-ігри на Nintendo DS в той час.
Broken Covenant
До того як Climax Studios почали працювати над тим, що пізніше стане Silent Hill: Origins, вони подали Konami іншу ідею гри в 2006 році, яка повинна була стати ексклюзивом PlayStation 3. Події запропонованої гри відбувалися в Аризоні, а головним героєм мав стати отець Гектор Сантос з Ель-Пасо, штат Техас. Священник використовував воду для проведення «святих обрядів і ритуалів», що було важливим елементом геймплею. Пропозиція не отримала зеленого світла від Konami і була переосмислена, оригінальна назва Broken Covenant також була відхилена.
The Box
Silicon Knights — розробник відеоігор, який постраждав фінансово після судової боротьби з Epic Games, оприлюднив проєкти, розробку яких компанія припинила в 2012 році. Одна з таких ігор називалася Silent Hill: The Box, яка пізніше стала відома просто як The Box, що могло бути кодовою назвою гри після того як угода про видавництво провалилася через фінансовий стан компанії.
Silent Hills
Silent Hills — це відеогра у жанрі горрор-виживання, яка розроблялася Kojima Productions для PlayStation 4.
Гра режисерів Хідео Коджіми та Гільєрмо дель Торо повинна була стати дев'ятою частиною основної серії Silent Hill.
Коджіма приєднався до проєкту у вересні 2012 року; гра була анонсована у серпні 2014 року через демо-версію P.T., скорочено від Playable Teaser. Визнана критиками демо-версія була випущена у PlayStation Store безкоштовно. P. T. показала причетність дель Торо та Нормана Рідуса.
Розробка гри була поставлена під сумнів через чутки, пов'язані з роботою Коджіми з завершенням Metal Gear Solid V: The Phantom Pain і його можливим відхід з Konami. У квітні 2015 року від дель Торо з'явилися повідомлення про те, що Silent Hills була скасована. Konami офіційно підтвердила скасування незабаром після цього, що було негативно сприйнято критиками і шанувальниками франшизи. Хідео Коджіма, Гільєрмо дель Торо і Норман Рідус зрештою об'єдналися для майбутньої Death Stranding.

## Актори та персонажі
Основна стаття: Список персонажів серії Silent Hill

## Фільми
Екранізація першої гри серії, «Сайлент Хілл», була випущена в 2006 році. Її адаптував і поставив французький кінорежисер, продюсер і сценарист Крістоф Ганс. Сам Ганс є великим шанувальником серії ігор Silent Hill. 2012 року була випущена друга екранізація під назвою «Сайлент Хілл 2», сценаристом і режисером якої став Майкл Бассетт, яка була заснована на Silent Hill 3. Крістоф Ганс висловив зацікавленість у зніманні третього фільму в інтерв'ю 2020 року. У жовтні 2022 року було оголошено, що продовження першого фільму знаходиться на ранній стадії розробки під назвою «Повернення до Сайлент Хілл». Ганс повертається до режисури, а сам фільм оснований на історії гри Silent Hill 2.
| Рік випуску | Назва                      | Оригінальна назва          | Режисер       |
| ----------- | -------------------------- | -------------------------- | ------------- |
| 2006        | Сайлент Хілл               | Silent Hill                | Крістоф Ганс  |
| 2012        | Сайлент Хілл 2             | Silent Hill: Revelation 3D | Майкл Бассетт |
| 2026        | Повернення до Сайлент Хілл | Return to Silent Hill      | Крістоф Ганс  |

## Серіали
Silent Hill: Ascension
Інтерактивний серіал, знаний як Silent Hill Ascension, був анонсований у жовтні 2022 року та випущений 31 жовтня 2023 року на платформах Android, iOS та вебпереглядачах. Створений студіями Bad Robot Productions, Behavior Interactive, Genvid Technologies та DJ2 Entertainment. Продюсер Silent Hill — Мотоі Окамото, хотів розширити франшизу за межі титульного міста з наміром зробити її синонімом психологічного хоррору. Стефан Бугай розробив основну історію разом із Шенон Інґлз та її студією інтерактивного оповідання Martian Brothel, яка очолила команду авторів. Для створення інтерактивності були відзняті години відеоматеріалу, включно з альтернативними версіями основних сцен, які допускали різні результати та комбінації. Розповідь ведеться за допомогою участі глядачів на офіційному сайті та в мобільному додатку за тиждень до виходу епізоду.

## Офіційні комікси
На додаток до ігор видавництво IDW Publishing за ліцензією Konami у 2004—2014 роках публікує серію коміксів по всесвіту Silent Hill. До їх створення доклали руку розробники ігрової серії:
- Dying Inside (2004)
- Three Bloody Tales: (2005)

1. Among the Damned (2004)
2. Paint It Black (2005)
3. The Grinning Man (2005)

- Dead/Alive (2006)
- Hunger (2006)
- Sinner's Reward (2008)
- Past Life (2010)
- Anne's Story (2014)

У 2006 році Konami випустила комікс Silent Hill: Cage of Cradle, а в 2007 Silent Hill: Double Under Dusk. Обидва комікси були написані Хіроюкі Оваку та проілюстровані Масахіро Іто.
У 2008 році разом із саундтреком до японського релізу Silent Hill: Origins було випущено короткий 6-сторінковий комікс Silent Hill: White Hunter, написаний та проілюстрований Масахіро Іто.

## Книги
Всі книги офіційно видані тільки в Японії.
- Lost Memories — Silent Hill Chronicles = 失わ れ た 記憶-サイレント ヒル·クロニクル. — Konami Digital Entertainment, 2003. — 360 с. — (KONAMI Official Guide) — ISBN 978-4-757-18145-8.

Путівник, що деталізує різні аспекти перших трьох ігор — символіку, ігрові ідеї, процес створення.
- Drawing Block: Silent Hill 3 Program (2003; Альбом для малювання: Програма «Сайлент Гілл 3»).

Книга з артами по «Сайлент Гілл 3», випущена обмеженим тиражем. Продавалася комплектом з DVD Lost Memories і двома постерами. Назва запозичена у дитячого альбому Шеріл.
- Silent Hill: The Novel (2006; Тихий Пагорб)

Новелізація першої гри серії від Садаму Ямасіта (Sadamu Yamashita). Вона розділена на три частини: Туман, Темрява та Кошмар.
- Silent Hill 2: The Novel (2006)

Новелізація другої гри серії від Садаму Ямасіта (Sadamu Yamashita), включає ілюстрації Масахіро Іто.
- Silent Hill 3: The Novel (2006)

Новелізація третьої гри серії від Садаму Ямасіта (Sadamu Yamashita), включає ілюстрації Масахіро Іто.
- Silent Hill: The Novel (2006)

Новелізація фільму 2006 року, написана Полою Еджвуд, вийшла лише японською мовою.
- Silent Hill: Revelation (2013)

Новелізація фільму 2012 року, випущено лише японською мовою.

## Саундтреки
Автором музики для всіх ігор серії Silent Hill, крім останньої частини — Silent Hill: Downpour, — є Ямаока Акіра, який здобув широку популярність після гри Silent Hill 2. Саундтрек до цієї гри отримав титул не тільки найкращого саундтрека року, а й був визнаний одним із найкращих ігрових саундтреків за всю історію відеоігор взагалі. У кожній новій частині серії Акіра Ямаока додавав до музики для Silent Hill нові елементи. Крім численних OST'ів, до більшості ігор виходили також альбоми CST (Complete Soundtrack), рідше «Limited Edition», і зовсім рідко «Special Mini Soundtrack». Альбоми-OST виходили в спеціалізованому виданні Silent Hill Sounds Box у 2011 році, випущеному на 8 дисках, яке включало музику з 7 перших ігор серії, три треки із Silent Hill Arcade, а також бонусний диск «Extra music».